# Seznam dílů seriálu Expozitura
Toto je seznam dílů seriálu Expozitura. V roce 2011 odvysílala TV Nova první řadu. Volně navazující druhou řadu s názvem Atentát odvysílala v letech 2015 a 2016. Celkově čítá 34 dílů.

## Přehled řad
| Řada | Díly | Premiéra v ČR  | Premiéra v ČR     |
| Řada | Díly | První díl      | Poslední díl      |
| ---- | ---- | -------------- | ----------------- |
| 1    | 16   | 7. září 2011   | 21. prosince 2011 |
| 2    | 18   | 12. října 2015 | 14. března 2016   |

### První řada (2011)
| Č. v seriálu | Č. v řadě | Název          | Režie        | Scénář                     | Datum premiéry     | Sledovanost (v mil.) | Natočeno |
| ------------ | --------- | -------------- | ------------ | -------------------------- | ------------------ | -------------------- | -------- |
| 1            | 1         | Volavka        | Petr Kotek   | Josef Klíma & Janek Kroupa | 7. září 2011       | 1,657                | 2008     |
| 2            | 2         | Hyena          | Ivan Pokorný | Josef Klíma & Janek Kroupa | 14. září 2011      | 1,324                | 2008     |
| 3            | 3         | Hadí střela    | Petr Kotek   | Josef Klíma & Janek Kroupa | 21. září 2011      | 1,197                | 2008     |
| 4            | 4         | Sedmý den      | Petr Kotek   | Josef Klíma & Janek Kroupa | 28. září 2011      |                      | 2008     |
| 5            | 5         | Tři králové    | Ivan Pokorný | Josef Klíma & Janek Kroupa | 5. října 2011      | 1,138                | 2008     |
| 6            | 6         | Smrt policajta | Ivan Pokorný | Josef Klíma & Janek Kroupa | 12. října 2011     |                      | 2008     |
| 7            | 7         | Únosy          | Petr Kotek   | Josef Klíma & Janek Kroupa | 19. října 2011     |                      | 2008     |
| 8            | 8         | Řezníci        | Ivan Pokorný | Josef Klíma & Janek Kroupa | 26. října 2011     |                      | 2008     |
| 9            | 9         | Král je mrtev  | Petr Kotek   | Josef Klíma & Janek Kroupa | 2. listopadu 2011  |                      | 2008     |
| 10           | 10        | Ruská spojka   | Ivan Pokorný | Josef Klíma & Janek Kroupa | 9. listopadu 2011  |                      | 2008     |
| 11           | 11        | Osamělá mise   | Ivan Pokorný | Josef Klíma & Janek Kroupa | 16. listopadu 2011 |                      | 2008     |
| 12           | 12        | Pašeráci       | Petr Kotek   | Josef Klíma & Janek Kroupa | 23. listopadu 2011 |                      | 2008     |
| 13           | 13        | Válka gangů    | Ivan Pokorný | Josef Klíma & Janek Kroupa | 30. listopadu 2011 |                      | 2008     |
| 14           | 14        | Loupež století | Petr Kotek   | Josef Klíma & Janek Kroupa | 7. prosince 2011   |                      | 2008     |
| 15           | 15        | Korunní svědek | Ivan Pokorný | Josef Klíma & Janek Kroupa | 14. prosince 2011  |                      | 2008     |
| 16           | 16        | Vysoká hra     | Petr Kotek   | Josef Klíma & Janek Kroupa | 21. prosince 2011  | 1,131                | 2008     |

### Druhá řada (2015–2016)
| Č. v seriálu | Č. v řadě | Název                    | Režie         | Scénář                     | Datum premiéry     | Sledovanost (v mil.) | Natočeno |
| ------------ | --------- | ------------------------ | ------------- | -------------------------- | ------------------ | -------------------- | -------- |
| 17           | 1         | Prezident                | Jiří Chlumský | Josef Klíma & Janek Kroupa | 12. října 2015     | 0,84                 | 2013     |
| 18           | 2         | Veterán                  | Jiří Chlumský | Josef Klíma & Janek Kroupa | 19. října 2015     | 0,823                | 2013     |
| 19           | 3         | Mezi nácky               | Petr Nikolaev | Josef Klíma & Janek Kroupa | 26. října 2015     | 0,646                | 2013     |
| 20           | 4         | Právo na prodej          | Petr Nikolaev | Josef Klíma & Janek Kroupa | 2. listopadu 2015  |                      | 2013     |
| 21           | 5         | Fotbalista               | Petr Nikolaev | Josef Klíma & Janek Kroupa | 9. listopadu 2015  |                      | 2013     |
| 22           | 6         | Smrt zbrojaře            | Petr Nikolaev | Josef Klíma & Janek Kroupa | 16. listopadu 2015 |                      | 2013     |
| 23           | 7         | Trhej!                   | Jiří Chlumský | Josef Klíma & Janek Kroupa | 23. listopadu 2015 |                      | 2013     |
| 24           | 8         | Popel                    | Jiří Chlumský | Josef Klíma & Janek Kroupa | 30. listopadu 2015 |                      | 2013     |
| 25           | 9         | Chobotnička              | Jiří Chlumský | Josef Klíma & Janek Kroupa | 7. prosince 2015   |                      | 2013     |
| 26           | 10        | Šifra                    | Jiří Chlumský | Josef Klíma & Janek Kroupa | 14. prosince 2015  |                      | 2013     |
| 27           | 11        | Plutonium                | Jiří Chlumský | Josef Klíma & Janek Kroupa | 25. ledna 2016     |                      | 2013     |
| 28           | 12        | Svědectví za mřížemi     | Jiří Chlumský | Josef Klíma & Janek Kroupa | 1. února 2016      |                      | 2013     |
| 29           | 13        | Vražda v cele            | Jiří Chlumský | Josef Klíma & Janek Kroupa | 8. února 2016      |                      | 2013     |
| 30           | 14        | Šancja                   | Jiří Chlumský | Josef Klíma & Janek Kroupa | 15. února 2016     |                      | 2013     |
| 31           | 15        | Osudová nehoda           | Jiří Chlumský | Josef Klíma & Janek Kroupa | 22. února 2016     |                      | 2013     |
| 32           | 16        | Past na vražedkyni       | Jiří Chlumský | Josef Klíma & Janek Kroupa | 29. února 2016     | 0,371                | 2013     |
| 33           | 17        | Síla myšlenky            | Jiří Chlumský | Josef Klíma & Janek Kroupa | 7. března 2016     |                      | 2013     |
| 34           | 18        | Spravedlnost pro všechny | Jiří Chlumský | Josef Klíma & Janek Kroupa | 14. března 2016    | 0,487                | 2013     |